# بيت كايزر
بيت كايزر (بالهولندية: Piet Keizer) مواليد 14 يونيو 1943 في أمستردام، هو لاعب كرة قدم هولندي سابق كان يلعب كلاعب وسط. سبق له أن لعب في كأس العالم لكرة القدم مع منتخب بلاده.

## المسيرة الاحترافية

### أندية لعب لها
- أياكس أمستردام

## روابط خارجية
- بيت كايزر على موقع الاتحاد الدولي (مؤرشف)  (الإنجليزية)
- بيت كايزر على موقع الاتحاد الأوربي (الإنجليزية)
- بيت كايزر على موقع قاعدة بيانات كرة القدم.إي يو (الإنجليزية)
- بيت كايزر على موقع بيانات كرة القدم. دي إي (الألمانية)
- بيت كايزر على موقع ناشيونال فوتبول تيمز (الإنجليزية)
- بيت كايزر على موقع عالم كرة القدم.نت (الإنجليزية)